# George Costakis
Georgij Dionisovič Costakis in russo Георгий Дионисович Костаки?, gr. Γεώργιος Κωστάκης (Mosca, 5 luglio 1913 – Atene, 9 marzo 1990) è stato un collezionista d'arte greco.
Grazie alla sua opera di ricerca, riuscì a recuperare un patrimonio artistico inestimabile, spesso acquistando in contanti a prezzi modici opere di notevole valore artistico, bollate dal regime sovietico come esempi di arte formale e non proletaria.

## Biografia
Nato a Mosca da una famiglia di immigrati greci originari di Zacinto dediti al commercio crebbe in una famiglia benestante, dopo la rivoluzione la famiglia perse gran parte delle proprietà ma continuò a godere di buona fama, il fratello di George era un famoso pilota di motociclette. Dopo la sua morte dovuta ad un incidente la situazione economica della famiglia peggiorò gradualmente, un anno dopo perse la vita il padre.
George non ebbe alcuna formazione in ambito artistico ma maturò un interesse per l'arte durante la sua adolescenza e appena poté permetterselo, fin dai primi anni '20, cominciò ad acquistare opere d'arte. Inizialmente i suoi interessi in questo ambito si focalizzarono su opere del '600 olandese (Kalf, Berchem), argenti e porcellane russe.
Il suo primo impiego fu presso l'ambasciata greca come autista ma nel 1939, a seguito della sospensione dei rapporti diplomatici tra URSS e Grecia conseguentemente al Patto Molotov-Ribbentrop, si dimise. Friedrich-Werner Graf von der Schulenburg gli offrì un posto presso l'ambasciata tedesca che George rifiutò ritenendo le relazioni russo-tedesche troppo instabili, ottenne un posto presso l'ambasciata svedese che gli accordò però solo un alloggio gratuito, per mantenersi iniziò a trattare oggetti d'arte. Tra i suoi acquisti vi furono opere di artisti olandesi e quadri di Pablo Picasso e Henri Matisse.
Il ritrovamento di un quadro gettato di Ol'ga Rozanova risvegliò il suo interesse per l'arte dell'avanguardia russa, ad occidente l'interesse si era focalizzato su Kandinsky e Chagall. Costakis iniziò a contattare famiglie e discendenti degli artisti avanguardisti cercando e comperando le loro opere. Ritrovò uno Chagall inchiodato ad una finestra a rimpiazzare un vetro rotto e un'opera di Rodčenko già ridotta a legna da ardere. Fu in grado di acquistare un'opera di Ljubov' Sergeevna Popova solo rimpiazzandola con un'asse di compensato di pari misura. Acquistò per pochi soldi opere che attualmente valgono cifre esorbitanti.
Negli anni '60 passò a lavorare con il ruolo di direttore del personale presso l'ambasciata canadese dove rimase fino al 1977. Costakis considerava la Russia la sua patria e rifiutò sempre di espatriare, cambiò idea quando cominciarono i furti in casa sua, temendo per la sua collezione chiese di espatriare dopo il pensionamento. Gli venne concesso il permesso a condizione che l'80% della sua collezione rimanesse in Russia. Per ospitare le opere venne costruita la Galleria di arte moderna presso il Gorkij Park, attualmente la raccolta si trova presso la Galleria Tret'jakov a Mosca.
Trasferitosi ad Atene Costadis spesso prestò le opere di sua proprietà per mostre ed esposizioni, la prima fu nel 1977 a Düsseldorf presso il Museum Kunstpalast ma la più consistente fu una mostra presso il Guggenheim Museum di New York intitolata Art of the Avant-Garde in Russia: Selections from the George Costakis Collection che comprendeva 275 opere.
Costakis morì nel 1990, mentre solo nel 1996 la Grecia acquistò la sua collezione di oltre 1277 pezzi dagli eredi. Le opere sono esposte presso il Museo di arte contemporanea di Salonicco
Suo nipote è l'antropologo Dionisi Costakis.

## La collezione

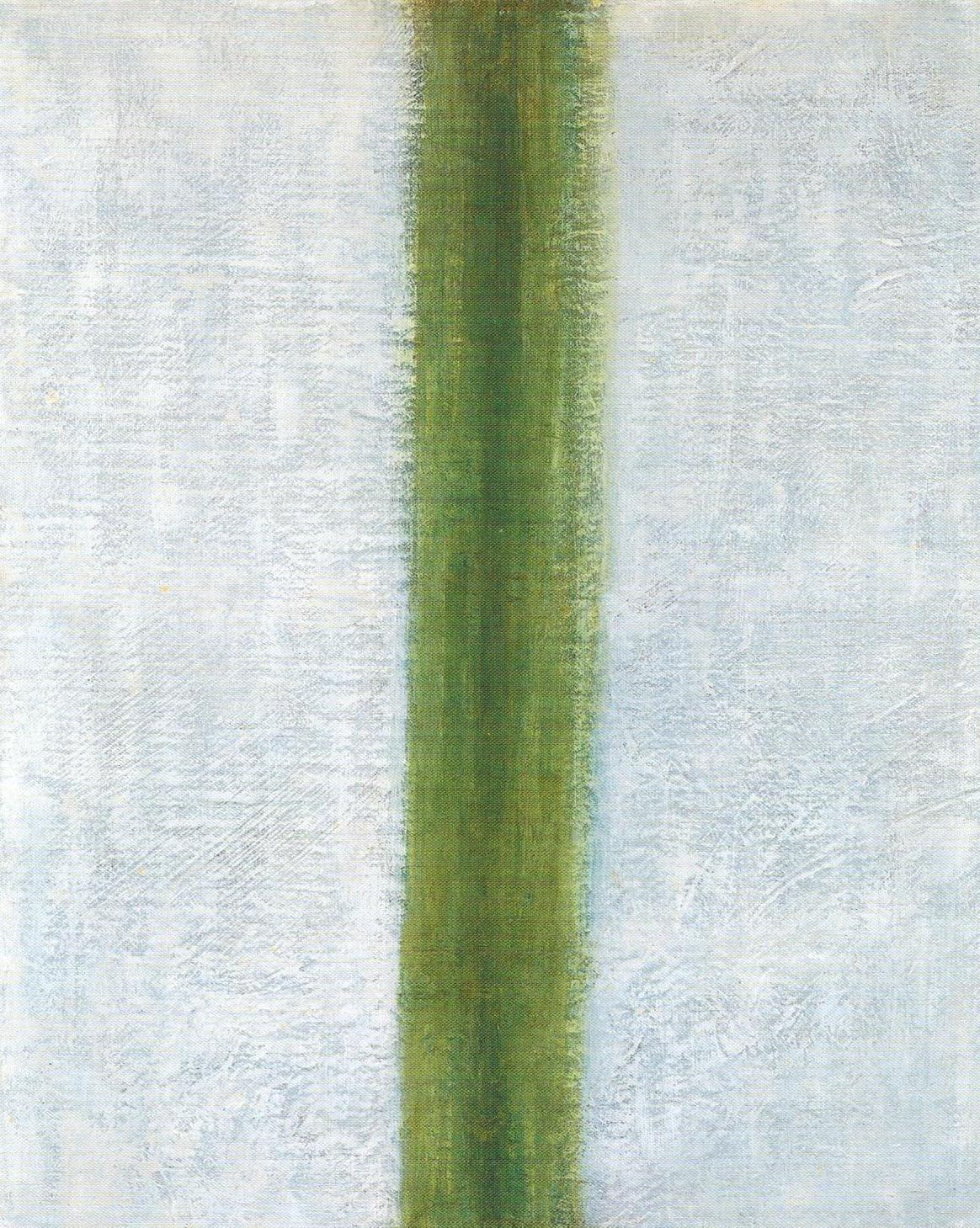
"La riga verde" di Ol'ga Rozanova

Nella collezione si trovano quasi tutti gli artisti dell'avanguardia russa, tra i principali:
- Marc Chagall
- El Lissitzky
- Vasilij Kandinskij
- Gustavs Klucis
- Ivan Kljun
- Kazimir Severinovič Malevič
- Ljubov' Sergeevna Popova
- Aleksandr Michajlovič Rodčenko
- Nikolaj Suetin
- Vladimir Evgrafovič Tatlin
- Nadežda Udal'zova
- Aleksandr Nikolajevič Volkov